# Thieme-Becker
«Всеобщий лексикон художников от античности до современности» (нем. Allgemeines Lexikon der Bildenden Künstler von der Antike bis zur Gegenwart), более известный как «Тиме-Беккер» (Thieme-Becker; сокр. ThB) — немецкий биографический справочник, посвященный деятелям искусства и выпущенный в 1907—1950 годах в 37 томах. Одно из крупнейших и наиболее авторитетных изданий в своей сфере, насчитывающее биографии более 150 тыс. персоналий. Получил своё название по фамилиям историков, занимавшихся составлением первых томов — Ульриха Тиме и Феликса Беккера.

## История
Работа по подготовке к изданию энциклопедического справочника началась в 1889 году по инициативе немецких историков искусства Ульриха Тиме (нем. Ulrich Thieme; 1865—1922) и Феликса Беккера; 1864—1928). Изначально планировалось за двенадцать лет издать 20 томов. Все работы по проекту первоначально финансировал сам Ульрих Тиме. Впоследствии, учитывая значимость издания, и при поддержке художественной академии, были привлечены государственные субсидии. Первый том (Aa — Antonio de Miraguel) опубликован в 1907 году.
В 1910 году, после выхода четвёртого тома, из-за болезни Феликс Беккер прекратил своё участие в издательском проекте, и изданием томов с пятого по пятнадцатый руководил Тиме (четырнадцатый и пятнадцатый — совместно с Фредериком Ч. Уиллисом).
После смерти Тиме в 1922 году, начиная с шестнадцатого тома, изданием занимался искусствовед Ганс Фольмер (1878—1969), остававшийся единственным издателем до окончания проекта в 1950 году.
Энциклопедия издана в 37 томах в Лейпциге (вначале в издательстве Wilhelm Engelmann, а с 1911 года книги выходили в издательстве E. A. Seemann).
Над статьями энциклопедии работали Антон Шпрингер (Anton Heinrich Springer, 1825—1891) — немецкий историк искусства; Марсель Обер (Marcel Aubert, 1884—1962) — французский учёный, хранитель коллекций музея Родена и музея Конде; Абрахам Бредиус (Abraham Bredius, 1855—1946) — нидерландский искусствовед, один из крупнейших специалистов по творчеству Рембрандта, директор Маурицхёйса в Гааге; Альберт Эрих Бринкманн (Albert Erich Brinckmann, 1881—1958) — немецкий историк искусства и издатель; Джованни Поджи (Giovanni Poggi, 1880—1961) — директор Галереи Уффици во Флоренции и др. Всего в работе приняли участие свыше 400 специалистов со всего мира, включая всех ведущих современных экспертов и историков искусства.
Каждая биографическая статья содержит информацию о жизни художника, его профессиональном обучении и развитии, имеет указание на основные работы, важнейшие выставки и основную библиографию, несет оценку его художественно-исторического вклада в искусство. Особая актуальность и значимость «Тиме-Беккер-Фольмера» заключается в наличии биографий не очень известных или вовсе неизвестных широкой публике живописцев, графиков и скульпторов, не включённых в другие реестры, а также включением архитекторов, дизайнеров и других мастеров, работавших в прикладном искусстве.
Впоследствии Фольмер составил также шеститомную «Энциклопедию художников XX века» (нем. Allgemeines Lexikon der bildenden Künstler des XX. Jahrhundert) и издал её в 1953—1962 годах. Справочник включал в себя около 50 тыс. биографий художников XX века и послужил дополнением к основному проекту, поэтому иногда объединяется с последним в единое издание — «Тиме-Беккер-Фольмер».
Дальнейшим развитием концепции «Тиме-Беккера» является основанный на материале последнего новый «Всеобщий лексикон художников», который начал подготавливаться в 1967 году; с 1983 по 2023 год вышло 119 томов.
Энциклопедией Тиме-Беккера до настоящего времени пользуются профессиональные историки искусства и сотрудники музеев во всём мире. Издание остаётся актуальным и сегодня, спустя много лет после первой публикации и является самой широко используемой профессиональной биографической энциклопедией о художниках.
В 2008 году «Тиме-Беккер» был издана на DVD-диске.